# Charles de Madrid
Charles de Madrid (Brugge, 20 februari 1841 – Beernem, 17 juli 1886) was burgemeester van de Belgische gemeente Beernem.

## Levensloop
Charles de Madrid stamde uit een oude patriciërsfamilie die Spaanse voorouders had. Zijn vader was Charles-Robert de Madrid (1793-1856) die in 1838 trouwde met Sophie d'Hooghe de la Gaugerie. Zijn grootvader was Jean-Charles de Madrid (1760-1843) die getrouwd was met Thérèse Caïmo, nicht van bisschop Jan-Robert Caïmo. Zijn tante Marie de Madrid (1790-1877) was getrouwd met de oud-napoleonist en hoofdcommissaris van politie van Brugge, François de Caluwé (1797-1857) gekend als De Caluwé-de Madrid.
Jean-Charles de Madrid, de grootvader, was onder het ancien régime redenaar van het Proosse, in de Franse tijd gemeenteraadslid van Brugge, in 1810 substituut en in 1812 rechter bij de rechtbank van eerste aanleg in Brugge. In 1817 nam hij liever ontslag dan de eed aan de grondwet van het Verenigd Koninkrijk der Nederlanden af te leggen. Hij verkoos opnieuw advocaat te worden. Misschien om dezelfde reden vroeg hij geen adelserkenning aan.
Charles de Madrid, die zijn middelbare studies deed aan het Sint-Lodewijkscollege in Brugge, waar hij tot dezelfde retoricaklas behoorde als onder meer de historicus Adolf Duclos en de Brugse advocaat Joseph Herreboudt, kwam in Beernem terecht, nadat zijn moeder, de weduwe de Madrid, in 1860 het kasteel Reigerlo had aangekocht van de bankier Felix Du Jardin. Hij werd er, als een van de voornaamste inwoners van de gemeente, eerst raadslid en schepen, en vanaf 1877 tot in 1884 burgemeester.
Zijn laatste nakomeling, Idesbald de Madrid, trouwde met zijn huishoudster Laura Carels. Nadat hij in 1951 was overleden, maakte ze in 1957 van het bisdom Brugge haar legataris. Het kasteel de Madrid stond toen vele jaren te verkommeren, maar werd in het laatste decennium van de twintigste eeuw door een nieuwe eigenaar gerestaureerd en modern bewoonbaar gemaakt.